# Ayr United Football Club
El Ayr United Football Club es un club de fútbol de Escocia, con sede en Ayr. Fue fundado en 1910, luego de la fusión de Ayr Parkhouse y Ayr, y compite en la Scottish Championship, segunda categoría del fútbol escocés. Su apodo de los hombres honestos, viene de un párrafo de la obra narrativa poética «Tam o' Shanter» de Robert Burns.

## Entrenadores
- Comité (1910-14)
- Herbert Dainty (1914-15)
- Lawrence Gemson (1915-18)
- John Cameron (1918-19)
- James McDonald (1919-23)
- Jimmy Richardson (1923-24)
- Jimmy Hay (1924-26)
- Archie Buchanan (1926-31)
- Alex Gibson (1931-35)
- Frank Thompson (1935-40)
- Bob Ferrier (1945-48)
- Archie Anderson (1949-53)
- Reuben Bennett (1953-55)
- Neil McBain (1955-56)
- Jackie Cox (1956-61)
- Bobby Flavell (1961)
- Gerry Mays (1961-62)
- Neil McBain (1962-63)
- Bobby Flavell (1963-64)
- Tom McCreath (1964-66)
- Ally MacLeod (1966-75)
- Alex Stuart (1975-78)
- Ally McLeod (1978)
- Willie McLean (1979-83)
- George Caldwell (1983-85)
- Ally MacLeod (1985-90)
- George Burley (1991-93)
- Simon Stainrod (1993-95)
- Gordon Dalziel (1995-02)
- Campbell Money (2002-04)
- Mark Shanks (2004-05)
- Bobby Connor (2005-07)
- Neil Watt (2007)
- Brian Reid (2007-12)
- Mark Roberts (2012-14)
- Ian McCall (2015-19)
- Mark Kerr (2019-21)
- David Hopkin (2021)
- Jim Duffy (2021)
- Lee Bullen (2021-)

## Palmarés

### Torneos nacionales
- Segunda División (6): 1911–12, 1912–13, 1927–28, 1936–37, 1958–59, 1965–66
- Tercera División (3): 1987–88, 1996–97, 2017-18[1]

### Torneos regionales
- Copa Ayrshire (26): 1911-12, 1925-26, 1928-29, 1932-33, 1935-36, 1937-38, 1938-39, 1949-50, 1957-58, 1958-59, 1960-61, 1964-65, 1968-69, 1969-70, 1970-71, 1974-75, 1975-76, 1976-77, 1977-78, 1979-80, 1985-86, 1987-88, 1988-89, 1990-91, 1994-95, 1996-97
- Ayr Charity Cup (17): 1911-12, 1912-13, 1913-14, 1914-15, 1915-16, 1918-19, 1920-21, 1923-24, 1925-26, 1926-27, 1928-29, 1929-30, 1930-31, 1931-32, 1935-36, 1937-38, 1951-52
- Kilmarnock Charity Cup (4): 1930-31, 1932-33, 1935-36, 1936-37